# Heinrich Lieser (Unternehmer)

Heinrich Lieser

Heinrich Lieser (* 1891 in Finkenbach-Gersweiler; † 1959 ebenda) war ein deutscher Geschäftsmann, welcher sich als Mäzen auch im sozialen Bereich sehr engagierte. Als solcher war er unter anderem Erbauer des Viktoriastifts.

## Biografie
Heinrich Lieser wurde im Dezember 1891 als Sohn von Taglöhnerleuten in Finkenbach-Gersweiler geboren. Er verlor früh den Vater und musste wegen der Not der Mutter außer Haus gehen. Wie in den dörflichen Solidargemeinschaften damals noch üblich, fand er bei der Bauernfamilie von Friedrich Schmitt, auf dem Finkenbacher Hasenberg Aufnahme. Das Eisenwarengeschäft Braunwell in Kirchheimbolanden nahm den 17-jährigen Heinrich Lieser bald als Kaufmannslehrling. Nach der Lehre arbeitete er in Ludwigshafen am Rhein in einem jüdischen Geschäft der gleichen Branche, wo er während des Ersten Weltkrieges angestellt war. Dort arbeitete bald auch seine spätere Frau Maria Adam, eine fünf Jahre ältere Kontoristin aus Viernheim, die ihm zwei Söhne gebar. Diese ermöglichte ihm durch ihre Herkunft und die guten Verbindungen ihrer Familie die Selbständigkeit. Der erste Sohn Willi verstarb schon recht früh. Der Jüngste namens Karlheinz wurde bereits mit 38 Jahren Professor.
In Mannheim blühte bald darauf das eigene Geschäft, mit Hilfe dessen er besonders während des Krieges viel Geld verdiente. Lieser lieferte Schrauben an die Badische Anilin- und Sodafabrik (BASF) in Ludwigshafen am Rhein und brachte, auch durch diverse Kriegsspekulationen während der Revolutionszeit, binnen kurzer Zeit ein solches Vermögen zusammen, dass er in Finkenbach circa 120 Tagewerk Feld kaufte, sein Hofgut erbaute und auch in Ludwigshafen mehrere Häuser kaufte. 1924 ließ Lieser ein eigenes geräumiges Haus für seine Angestellten und Arbeiter am Ortsausgang errichten, das heute im Volksmund als „Zoll“ bezeichnet wird. Doch bald darauf wurde er, wie das Finkenbacher Schultagebuch und andere Aufzeichnungen berichten, wegen Bestechung der BASF-Beamten vor Gericht gestellt und erhielt zwei Jahre Gefängnis. Lieser war sehr wohltätig. Er stiftet das neue Werk für die Kirchenorgel und gab Zuschüsse für die neuen Glocken und das imposante Kriegerdenkmal. Für die Volksschule stiftete er einen neuen Ofen und 250 Mark zur Anschaffung eines Lichtbilder- und Kinoapparates. Im Jahre 1925 erbaute er die Turnhalle, die den örtlichen Vereinen, der Schule und der Gemeinde unentgeltlich zur Verfügung stand.

## Erste Probleme
Im Januar 1926 hatte Lieser Geschäftsaufsicht. Am 4. Februar wurde er zum zweiten Mal verhaftet wegen betrügerischem Konkurs. Da ihm keine Betrügereien nachgewiesen werden konnten, wurde er Anfang Mai freigelassen und der Konkurs aufgehoben. Seine Schulden beliefen sich nach verschiedenen Aussagen auf rund 300.000 Mark. In 1 ½ Jahren verschleuderte er durch Spekulationen, Bürgschaften, glänzende Hofhaltung und anderes diese hohe Geldsumme. Die Hauptgläubiger waren die Darmstädter Bank mit 93.000 Mark, die Bayrische Hypothekenbank mit 63.000 Mark, die Sparkasse Mannheim mit 50.000 Mark, die Sparkasse Finkenbach mit 23.000 Mark und viele Einzelgläubiger. 1926 wurde das Hofgut mit dem Einverständnis der Sparkasse Finkenbach, die das Vorkaufsrecht hatte, an die Kinderheilanstalten in Bad Kreuznach verkauft. Die Turnhalle verkaufte Heinrich Lieser für 6.000 Mark an die Gemeinde.
Er lebte dann mit seiner Frau in der Hauptstraße, in der er ein Eisenwarengeschäft führte. Lieser war ein Gegner des Nationalsozialismus und kritisierte die Hitler-Regierung, was ihn in Schwierigkeiten brachte. Zeitzeugen berichten, er habe mit dem Volksempfänger auf der Moschel-Brücke gestanden und die Reden Hitlers ins Lächerliche gezogen. Dies war wohl auch der Grund für einen Überfall der SA am 30./31. März 1933. Bei dem Überfall der SA-Kräfte aus Finkenbach, Waldgrehweiler und Obermoschel – der sich einige Monate später wiederholte – wurden das Haus sowie dessen Einrichtung stark beschädigt. Heinrich Lieser kam in Schutzhaft. Bei seiner Entlassung musste er versichern, dass er keinerlei Aktivitäten oder Äußerungen gegen die NS-Regierung mehr macht und sich verpflichten, sämtliche Geschäftsbeziehungen mit den Juden einzustellen. 1938 folgte die Scheidung von seiner Frau. Schließlich verließ Lieser seinen Heimatort wieder und arbeitete in seinem erlernten Beruf weiter.

## Seine zweite Ehe
Heinrich Lieser heiratete in Frankfurt am Main erneut. Aus zweiter Ehe entstammte eine Tochter. In die Ehe brachte seine neue Partnerin auch einen Sohn. Lieser arbeitete im Eisenhandel und besaß etliche Immobilien. Nach dem Krieg baute sich Heinrich Lieser das Haus neben seinem Elternhaus – das einstige Kriegsgefangenenlager, eine alte Scheune – an der Ecke Hauptstraße/Neugasse als Alterswohnsitz um. Richtig bewohnt hat es Lieser jedoch nie, sondern nur, wenn er in Finkenbach zu Besuch war. 1959 verstarb Lieser und wurde auf dem Finkenbacher Friedhof beigesetzt. Nach Ablauf der Liegezeit spendeten die Hinterbliebenen 25.000 Mark an die Ortsgemeinde, so dass Heinrich Lieser umgebettet werden durfte.